# Hans Domnick
Hans Josef Ferdinand Wolfgang Domnick (né le 31 mai 1909 à Greifswald, mort le 6 février 1985 à San Diego) est un réalisateur et producteur de cinéma allemand.

## Biographie
Domnick est un bourgeois, un violoniste passionné qui organise des festivals de musique à Greifswald ; des musiciens célèbres comme le chef d'orchestre Wilhelm Furtwängler et le pianiste Edwin Fischer fréquentent la maison de ses parents
Hans Domnick, titulaire d'un doctorat en droit, est d'abord monteur dans plusieurs départements de l'UFA à partir de 1937. En 1946, il devient directeur de studio de la nouvelle société Filmaufbau GmbH Göttingen. En 1949, il crée sa société de production de cinéma Hans Domnick G.m.b.H. et est travailleur indépendant en tant que producteur. Il a des succès commerciaux avec les adaptations de Curt Goetz. Il produit à nouveau ces œuvres dans les années 1960, cette fois en couleur, en cinémascope et avec Heinz Rühmann dans le rôle principal.
En 1958, il fait un voyage avec sa femme Margrit (1911-2003) et filme la route panaméricaine de l'Alaska à la Terre de Feu. Le résultat est le documentaire Panamericana – Traumstraße der Welt, qui reçoit l'Ours d'argent du meilleur documentaire en 1958. En 1968, il ressort ce voyage dans une nouvelle version en couleur.
Son frère, le cinéaste expérimental Ottomar Domnick, avait également une société de production.

## Filmographie
- 1941 : Illusion
- 1942 : Violanta
- 1942 : Fünftausend Mark Belohnung
- 1944 : Warum lügst Du, Elisabeth?
- 1949 : Amico (de)
- 1950 : Docteur Praetorius
- 1951 : Unsterbliche Geliebte (de)
- 1951 : La Maison de Montevideo
- 1953 : Hokuspokus
- 1954 : Der goldene Garten (documentaire)
- 1956 : Meine 16 Söhne
- 1963 : La Maison de Montevideo (de)
- 1965 : On murmure dans la ville
- 1966 : Hokuspokus oder: Wie lasse ich meinen Mann verschwinden…?
- 1958 , 1962, 1968: Panamericana – Traumstraße der Welt (de) (documentaire)